# XXV – Äventyret börjar här
XXV – Äventyret börjar här är ett musikalbum från 2019 med den svenska vissångaren CajsaStina Åkerström. Titeln anspelar på att albumet släpptes 25 år efter Åkerströms skivdebut.
Alla texter är skrivna av CajsaStina Åkerström. Musiken är komponerad av CajsaStina Åkerström och Peter Kvint. Gästsång Äventyret börjar här av Peter Kvint.

## Låtlista
All musik och alla texter är skrivna av CajsaStina Åkerström.
1. Om det var du – 3:43
2. Aldrig försent – 4:10
3. En dag – 3:38
4. Äventyret börjar här – 3:31
5. Ändlösa dagar – 3:23
6. Minnet av en sång – 3:22
7. Vi var här – 3:19
8. Vinteräpplen – 4:17
9. Röd – 4:12
10. Människan i dig – 3:05